# Scarabaeus deludens
Scarabaeus deludens es una especie de escarabajo del género Scarabaeus, familia Scarabaeidae. Fue descrita científicamente por Zur Strassen en 1961.
Habita en la región afrotropical (Zimbabue, República de Sudáfrica, provincia del Transvaal, Tanzania).